# Seznam osebnosti iz Občine Mislinja
Občina Mislinja ima 11 naselij: Dovže, Gornji Dolič, Kozjak, Mala Mislinja, Mislinja, Paka, Razborca, Srednji Dolič,  Šentilj pod Turjakom, Tolsti Vrh pri Mislinji, Završe

## Humanistika in šolstvo
- Melita Ambrožič, knjižničarka, politologinja, urednica (1956, Mislinja –)
- Danica Čerče, anglistka, italijanistka, visokošolska učiteljica, literarna zgodovinarka, prevajalka
- Anita Goltnik Urnaut, psihologinja, športnica, odbojkarica (1964, Slovenj Gradec –)
- Frančišek Mlinšek, učitelj, čebelar, etnolog (1890, Gornji Dolič – 1973, Velenje)
- Friderik Rolle, geolog, paleontolog (1827, Bad Homburg – 1887, Bad Homburg)
- Janez Stanonik, jezikoslovec, anglist (1922, Slovenj Gradec – 2014, Ljubljana)
- Drago Šuligoj, slavist, učitelj (1930, Mislinja – 2013, Ljubljana)
- Bogdan Žolnir, muzealec (1908, Olimje – 1997, Slovenj Gradec)

## Kultura in umetnost
- Andrej Grošelj, akademski kipar, profesor likovne umetnosti (1947, Leše – 2011, Dobja vas)
- Jože Krajnc, pisatelj (1918, Šentilj pod Turjakom –)
- Janez Šubič, st. podobar, slikar (1830, Hotovlja – 1898, Škofja Loka)
- Jože Tisnikar, slikar (1928, Mislinja – 1998, Slovenj Gradec)
- Jurij Vodovnik, bukovnik, ljudski pesnik, ljudski pevec, organist (1791, Skomarje – 1858, Skomarje)

## Politika, uprava, pravo in vojska
- Andrej Cetinski, vojaški poveljnik, generalmajor (1921, Banja Loka – 1997, Ljubljana)
- Rado Iršič, ekonomist, sindikalist, partizan (1910, Mislinja – 1941, Maribor)
- Mathias Lohninger, politik, bankir (1819, Sulz im Weinviertel – 1882, Mislinja)
- Hilda Tovšak, političarka, ekonomistka (1950, Mislinja –)

## Gospodarstvo in kmetijstvo
- Božidar Koželj, metalurg, partizan (1927, Mislinja – 2016, Ptuj)
- Jožef Senica, montanist (1816, Celje – 1886, Buchscheiden)
- Michelangelo Zois, veletrgovec, fužinar, župan (1694, Cacodelli, Berbennu – 1777, Ljubljana)
- Žiga Zois, naravoslovec, gospodarstvenik, fužinar (1747, Furlanija - Julijska krajina – 1819, Ljubljana)

## Znanost in zdravstvo
- Franc Batič, biolog in botanik (1948, Gornji Dolič –)

## Religija
- Stanko Preml, katoliški duhovnik in skladatelj (1880, Završe – 1965, Ljubljana)

## Šport
- Vinko Cajnko, športnik, športni delavec, športni kolesar, komercialist (1911, Vodranci – 2007, Slovenj Gradec)